# Abelheiro
Em entomologia, o termo abelheiro é a designação comum a diversas espécies de besouros, da família dos clerídeos, especialmente os do gênero Trichodes, que se alimentam de pólen quando adultos e, enquanto larvas, predam ninhos de abelhas e/ou vespas.

## Espécies
- Trichodes alvearius Fab.
- Trichodes apiarius L.
- Trichodes apivorus Ger.
- Trichodes atticus Chev.
- Trichodes bibalteatus LeC.
- Trichodes bicinctus Green
- Trichodes crabroniformis> Fab.
- Trichodes favarius Ill.
- Trichodes heydeni Esch.
- Trichodes horni W. & C.
- Trichodes ircutensis Lax.
- Trichodes kraatzi Reit.
- Trichodes nobilis Klug.
- Trichodes nutalli (Kirby)
- Trichodes octopunctatus Fab.
- Trichodes oresterus Wol.
- Trichodes ornatus bonnevillensis Fost.
- Trichodes peninsularis W. & C.
- Trichodes persicus Kraatz.
- Trichodes similis Kraatz.
- Trichodes simulator Horn
- Trichodes sinae Chev.